# Комалькалько (археологическая зона)
Комалькалько (исп. Comalcalco) — место археологических раскопок, бывший город цивилизации майя. Расположен примерно в 60 км к северо-востоку от города Вильяэрмоса в мексиканском штате Табаско. Название переводится с ацтекского языка как «в доме комалей», где «комаль» означает сковороду для выпечки плоских лепёшек «тортилья».

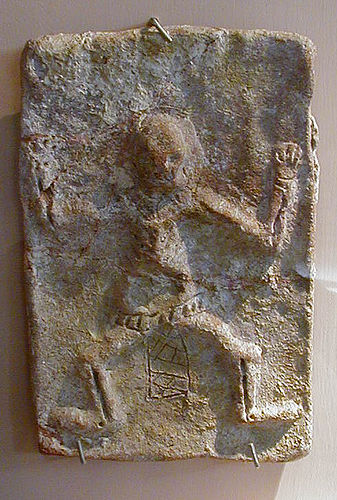
Декоративный кирпич из Комалькалько. Сторона с рельефом укладывалась вовнутрь и была не видна.

В Комалькалько находится самый западный из майяских храмов. В связи с нехваткой известняка, обычного для майя строительного материала, здания в этом городе сооружались из обожжённого кирпича, которые скреплялись известковым раствором из размолотых раковин устрицы.
Здания в основном относятся к позднеклассическому периоду, 700—900 гг. н. э. Многие кирпичи украшены изображениями. Наиболее известные здания: северная площадь, пирамиды «большой акрополь» и «восточный акрополь».